# Stefanskolan
Stefanskolan är en kristen konfessionell friskola i Stockholm. 
Stefanskolan är en del av Petrusgruppen, en grupp med skolor, där även Johan Movingers gymnasium i Solna ingår.
Skolan är medlem i Kristna Friskolerådet Friskolornas riksförbund och Idéburna skolors riksförbund
Skolan grundades 1979 som pionjärverksamhet inom den kristna friskolevärlden och har år 2023 ökat till ca 110 barn. 
Stefanskolan vilar på evangelikal grund med rötter i Lausannedeklarationen.   
Skolchef och rektor är Timoteus Lind,  som flitigt debatterar existensen för Stefanskolan och friskolor i radio, i dagstidningar  och i TV

## Lokaler av riksintresse
Stefanskolan ligger i Norra Ängby, Bromma i västra Stockholm i de lokaler som tidigare kallades Brommaskolan, byggd 1936, där Ängby-bio fanns på 1936-1952. Det går fortfarande att se tydliga spår i arkitekturen efter biografen, där maskinrum och transportkorridor nu gjorts om till lektionssalar och själva biografen är gymnastiksal. Huset hade då även ett konditori. Biografen lades ned 1952 och lokalerna övertogs av Filadelfiaförsamlingen. Lokalerna faller under de regler som gäller för kulturmiljövård och renoveras varsamt i enlighet med gällande regler.
Skolan hade före det sina lokaler i Kristinebergsskolan